# Wolfsberger AC
El Wolfsberger AC es un equipo de fútbol de Austria, situado en la localidad de Wolfsberg, en el estado de Carintia. Fue fundado en 1899 y juega actualmente en la Bundesliga de Austria.

## Uniforme
- Uniforme titular: Camiseta blanca, pantalón negro y medias blancas.

## Palmarés
- Copa de Austria: 1

2024-25
- Primera Liga de Austria: 1

2011-12

## Participación en competiciones de la UEFA
| Temporada | Torneo                 | Ronda             | Club                     | Casa | Visita | Global   |
| --------- | ---------------------- | ----------------- | ------------------------ | ---- | ------ | -------- |
| 2015-16   | UEFA Europa League     | 2ª Clasificatoria | Shakhtyor Soligorsk      | 2–0  | 1–0    | 3–0      |
| 2015-16   | UEFA Europa League     | 3ª Clasificatoria | Borussia Dortmund        | 0–1  | 0–5    | 0–6      |
| 2019-20   | UEFA Europa League     | Grupo J           | Borussia Mönchengladbach | 0–1  | 4–0    | 4° Lugar |
| 2019-20   | UEFA Europa League     | Grupo J           | Roma                     | 1–1  | 2–2    | 4° Lugar |
| 2019-20   | UEFA Europa League     | Grupo J           | Istanbul                 | 0–3  | 0–1    | 4° Lugar |
| 2020-21   | UEFA Europa League     | Grupo K           | CSKA Moscú               | 1–1  | 1–0    | 2° Lugar |
| 2020-21   | UEFA Europa League     | Grupo K           | Feyenoord                | 1–0  | 4–1    | 2° Lugar |
| 2020-21   | UEFA Europa League     | Grupo K           | Dinamo Zagreb            | 0–3  | 0–1    | 2° Lugar |
| 2020-21   | UEFA Europa League     | 1/16              | Tottenham Hotspur        | 1–4  | 0–4    | 1–8      |
| 2022-23   | UEFA Conference League | 3ª Clasificatoria | Gżira United             | 0–0  | 4–0    | 4–0      |
| 2022-23   | UEFA Conference League | Playoff           | Molde                    | 0–4  | 1-0    | 1-4      |